# Parakiefferiella osarufusca
Parakiefferiella osarufusca är en tvåvingeart som beskrevs av Sasa 1988. Parakiefferiella osarufusca ingår i släktet Parakiefferiella och familjen fjädermyggor. Inga underarter finns listade i Catalogue of Life.